# Cheignieu-la-Balme
Cheignieu-la-Balme ist eine französische Gemeinde im Département Ain in der Region Auvergne-Rhône-Alpes. Sie gehört zum Kanton Belley im Arrondissement Belley.

## Lage
Die Gemeinde Cheignieu-la-Balme liegt am Furans in der Landschaft Bugey. Sie grenzt im Norden an Rossillon, im Nordosten an Virieu-le-Grand, im Südosten an Chazey-Bons, im Süden an Contrevoz, im Südwesten an Innimond, im Westen an Ordonnaz und im Nordwesten an La Burbanche.

## Bevölkerungsentwicklung
| Jahr                       | 1962 | 1968 | 1975 | 1982 | 1990 | 1999 | 2009 | 2020 |
| Einwohner                  | 156  | 141  | 141  | 141  | 110  | 112  | 156  | 131  |
| Quellen: Cassini und INSEE |      |      |      |      |      |      |      |      |

## Sehenswürdigkeiten
- Schloss Éclaz, Monument historique
- Schloss Montville
- Kirche Saint-Claude

Wasserfall am Furans
- Gefallenendenkmal

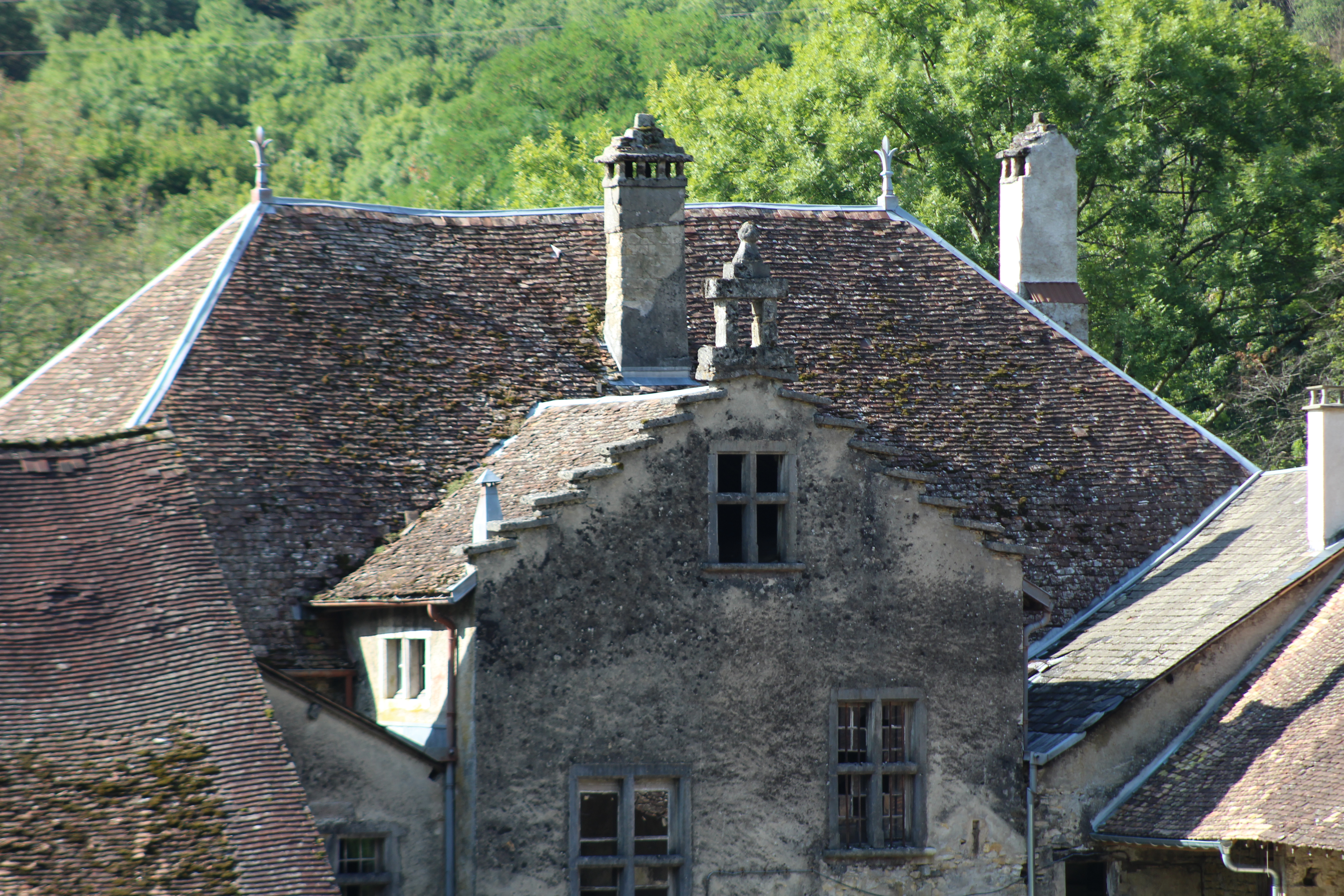
Schloss Éclaz
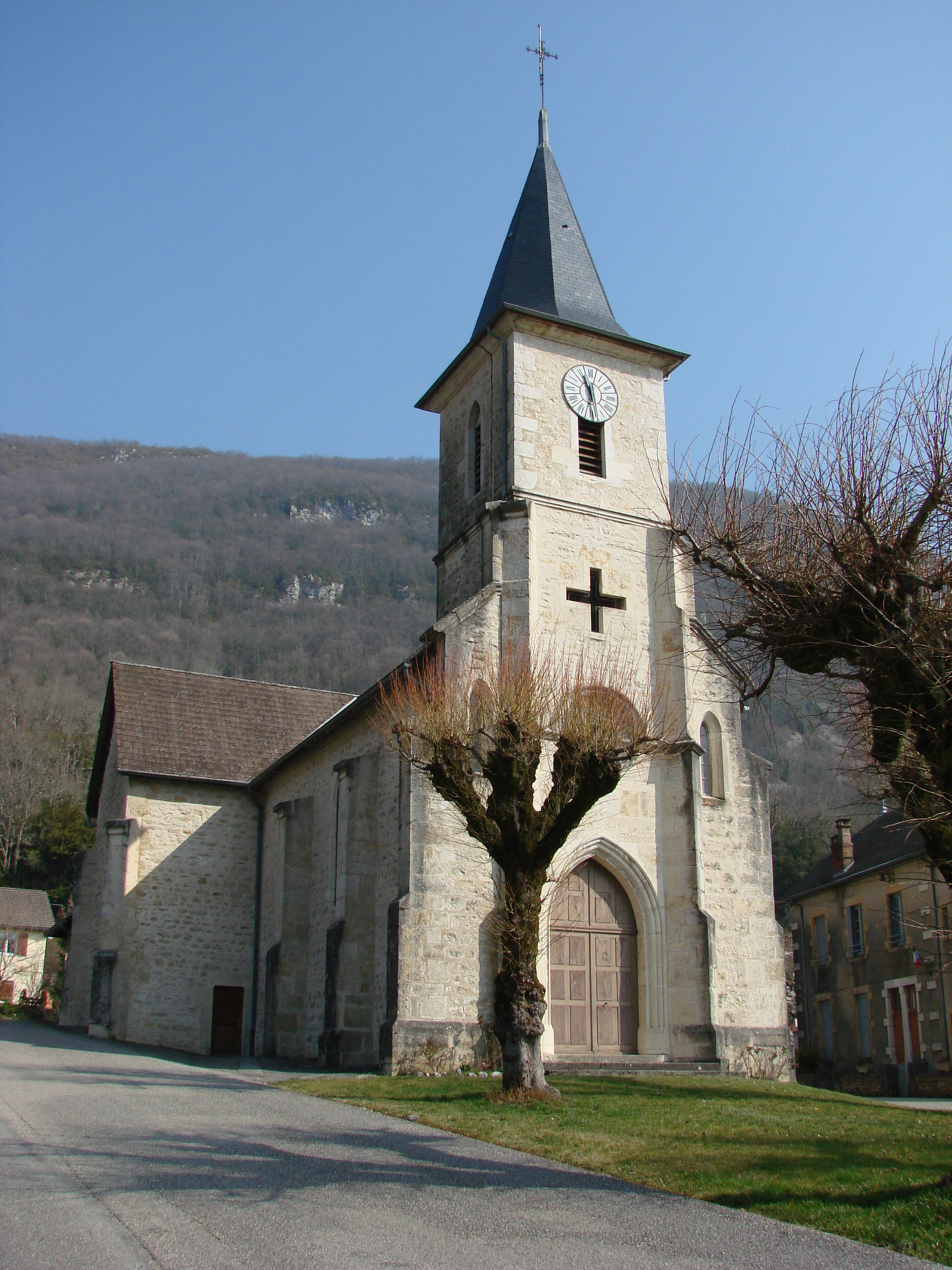
Kirche Saint-Claude
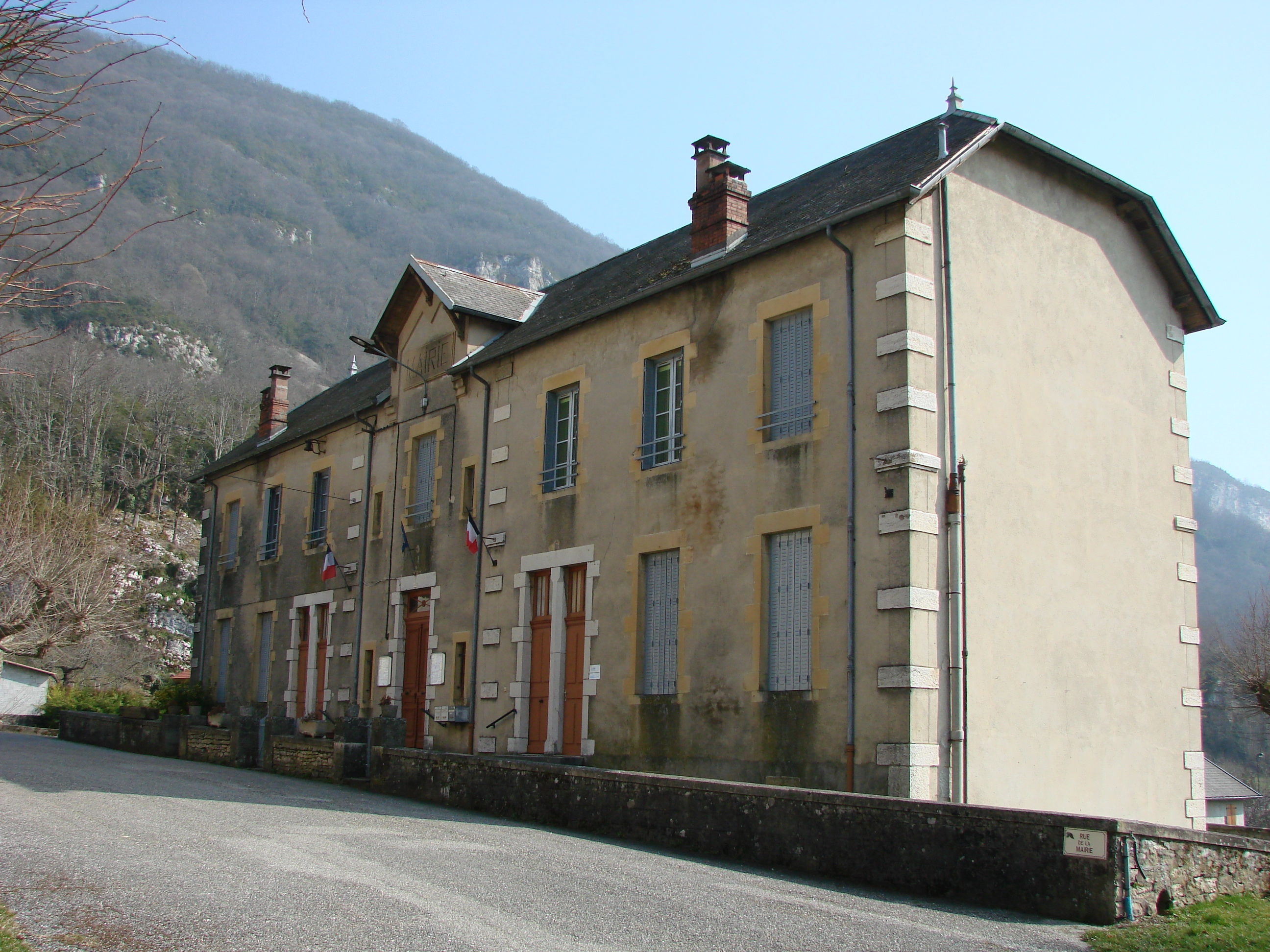
Rathaus (Mairie)
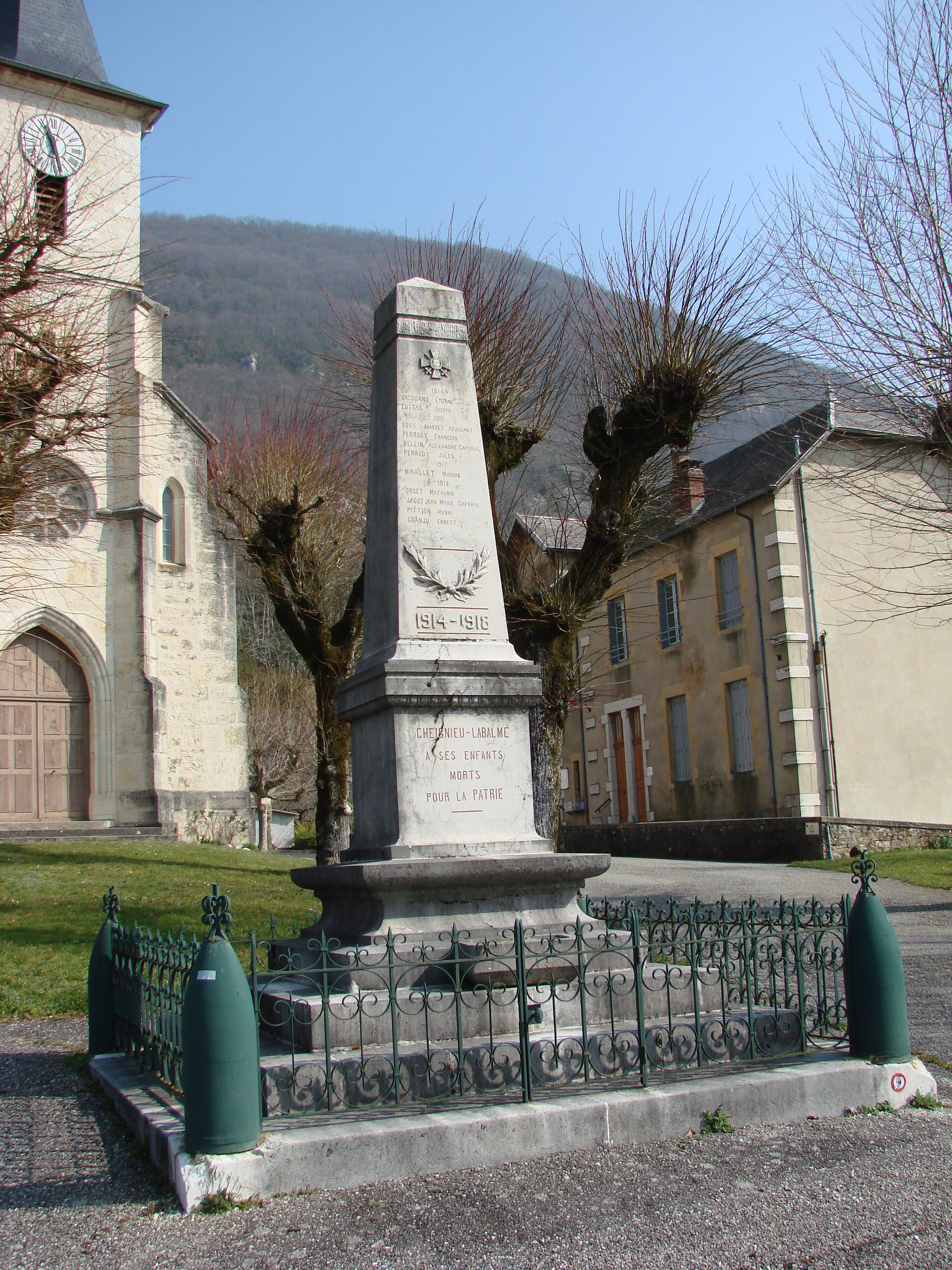
Gefallenendenkmal
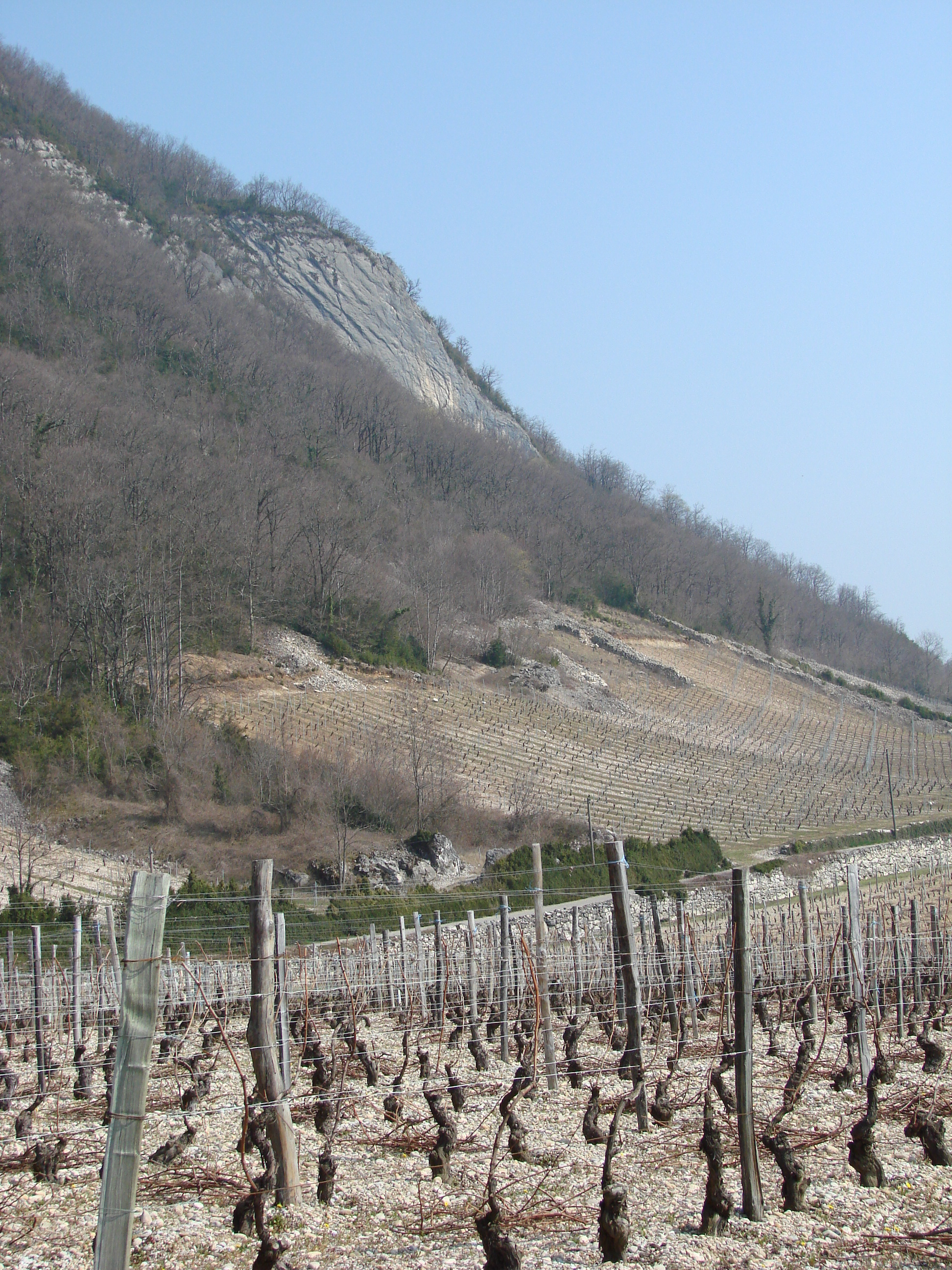
Rebflächen in der Gemeinde

## Wirtschaft und Infrastruktur
Die Rebflächen in Cheignieu-la-Balme sind Teil des Weinbaugebietes Savoie. Einige Flächen dürfen die Herkunftsbezeichnung Vin du Bugey führen.
Der nächste Bahnhof befindet sich in Virieu-le-Grand an der Bahnstrecke Lyon–Genève, die auch die Gemarkung von Cheignieu-la-Balme passiert.